# K23
k23 (Kazakhstan 2030) — казахстанская киберспортивая команда, основанная в 2004 году.

## Об организации
Тег «k23» известен с 2004 года. Команду неоднократно спонсировал Мурат «Arbalet» Жумашевич.
K23 — это сокращение от Kazakhstan 2030. Команда появилась в середине 2000-х. Самым успешным выступлением для ростера по Counter-Strike стал турнир World Cyber Games 2005, на котором состав с Дауреном «AdreN» Кыстаубаевым занял второе место, в финале уступив Team 3D.
k23 на WCG 2005
Гранд Финал чемпионата мира WCG 2005 состоялся с 16 по 20 ноября в крупнейшем сингапурском выставочном центре Suntec Singapore, где для проведения игр была установлена огромная сцена и организован крупнейший в истории турниров по компьютерным играм зрительный зал. Соревнования во всех 8-ми официальных дисциплинах транслировались местной телекомпанией MediaCorp TV Singapore для жителей и гостей Сингапура ежедневно в объёме не менее часа на каналах Channel U и TV Mobile. Свои съемочные группы для освещения события прислали крупнейшие мировые телеканалы CNN, BBC, ABC, NHK и другие. По свидетельству организаторов, наблюдать за ходом игр из зрительного зала в течение 5 дней соревнований смогли почти 40000 сингапурцев.
Сборная Казахстана представила команду участников в четырёх официальных дисциплинах: Starcraft Broodwar, Warcraft 3 the Frozen Throne, Need for Speed Underground 2 и CounterStrike: Source. В финальных соревнованиях 2002—2003 годов команда занимала второе место в дисциплине Starcraft Broodwar 2×2 (Nation vs Nation), уступая только команде Кореи, которая традиционно сильна в стратегических играх. Однако на Гранд-Финале нынешнего года произошло просто невероятное событие в CounterStrike: Source — команда k23 пробилась в финал соревнований и уступила американцам из TEAM 3D, завоевав серебряную медаль в самой тяжелой игровой дисциплине, где мы не только не считались фаворитами, но даже не рассматривались перед началом игр в качестве серьёзных конкурентов североевропейским и американским командам. k23 вышла первой из своей подгруппы и разбила на пути к финалу соперников из GoodGame (Франция), Mousesports (Германия) и Virtus.pro (Россия).

## Составы дивизионов

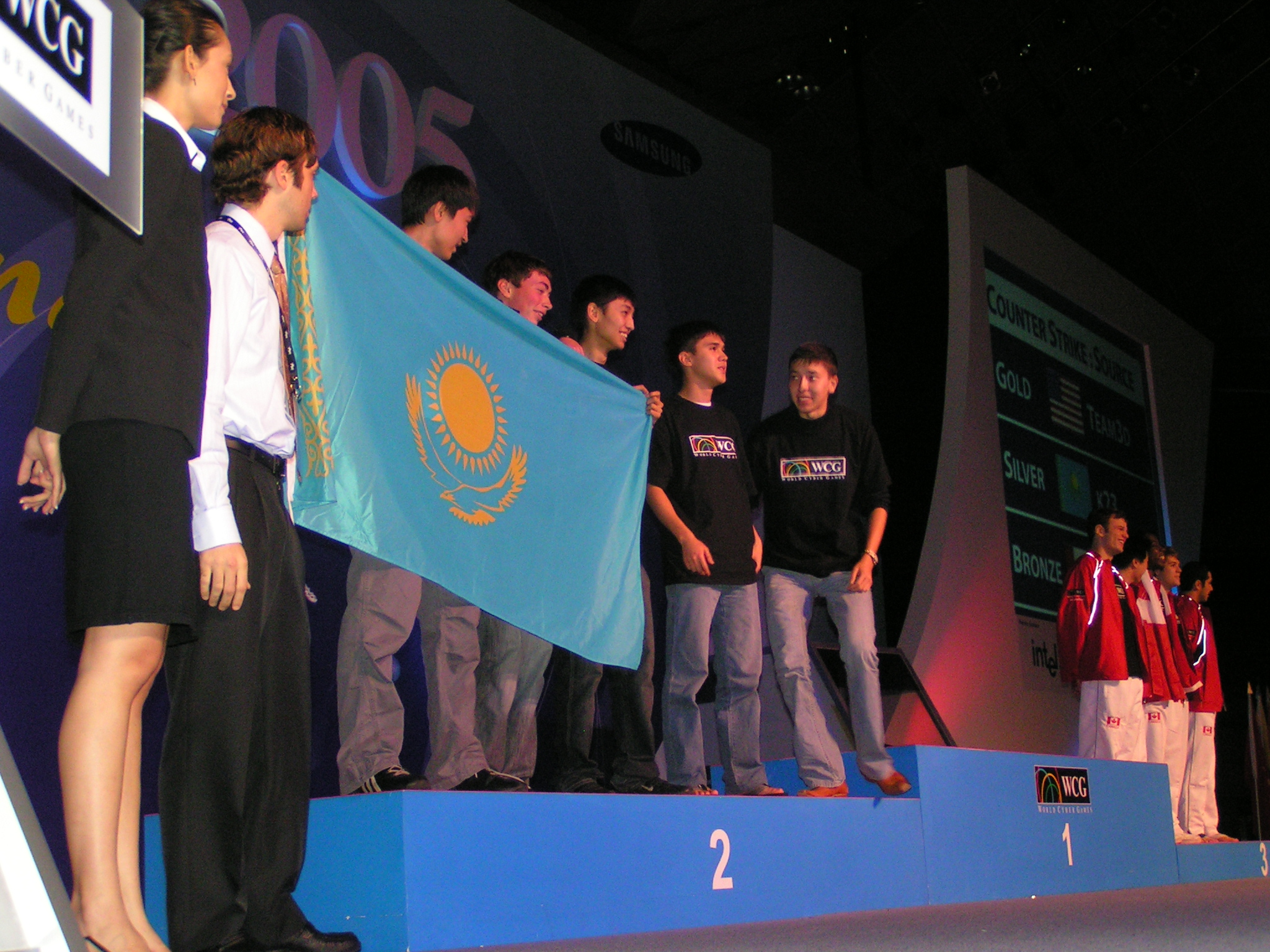
K23 заняли 2 место на World Cyber Games 2005

### Counter-Strike 1.6
Состав на GameGune 2012
-  Александр «beAst» Яковлев
-  Даурен «AdreN» Кыстаубаев
-  Малик «N1CK3L» Суалиров
-  Адлет «keeN» Нурсеитов
-  Дастан «dastan» Акбаев

Бывшие игроки Counter-Strike 1.6 
-  Даурен «AdreN» Кыстаубаев
-  Александр «beAst» Яковлев
-  Алишер «Turbo» Бакиев
-  Михаил «MihaO» Макашев
-  Кенжебек «Prince» Тогаев
-  Анвар «Anv1k» Насыров
-  Малик «N1CK3L» Суалиров
-  Рустем «mou» Тлепов
-  Адлет «keeN» Байсеитов
-  Асет «Solaar» Сембиев
-  Нуртас «Nur1k» Мамытбаев
-  Дастан «dastan» Акбаев

### Counter-Strike Source
Состав на WCG 2005
-  Даурен «AdreN» Кыстаубаев
-  Александр «beAst» Яковлев
-  Асет «Solaar» Сембиев
-  Нуртас «Nur1k» Мамытбаев
-  Анвар «Anv1k» Насыров

### Counter Strike: Global Offensive
Состав, принимавший участие на WESG 2016
-  Адлет «KeeN» Нурсеитов
-  Бектияр «fitch» Бахытов
-  Рамазан «Ramz1k» Башизов
-  Евгений «dreaM» Богатырев
-  Магжан «fANTASTIKA» Темирболат
-  Ильнар «cau» Галеев (тренер)

Так же в отборочном этапе в составе команды принимали участие
-  Рустем «mou» Телепов
-  Даурен «AdreN» Кыстаубаев
-  Абай «HObbit» Хасенов

Нынешний состав команды
|                 | Ник             | Полное имя          | Роль            | Присоединился   |
| Основной состав | Основной состав | Основной состав     | Основной состав | Основной состав |
| --------------- | --------------- | ------------------- | --------------- | --------------- |
| Флаг России     | xsepower        | Богдан Черников     | Снайпер         |                 |
| Флаг России     | X5G7V           | Даниил Марышев      | Рифлер          |                 |
| Флаг России     | clax            | Тимур Сабиров       | Рифлер          |                 |
| Флаг России     | Raijin          | Константин Трубаров | Рифлер          |                 |
| Флаг России     | FinigaN         | Владислав Усов      | Капитан         |                 |
| Флаг Казахстана | Solaar          | Асет Сембиев        | Тренер          |                 |

## Достижения

### Counter-Strike
| Место | Турнир                                 | Место проведения | Дата проведения        | Призовые |
| ----- | -------------------------------------- | ---------------- | ---------------------- | -------- |
| 2     | World Cyber Games 2005                 | Сингапур         | 16-20 ноября 2005 года | $25000   |
| 5-8   | ASUS Summer 2007                       | Москва           | 2007 год               | $        |
| 5-6   | Extreme Masters Global Challenge Dubai | Дубай            | 2009                   | $1000    |
| 1     | Arbalet Cup Masters                    | Алматы           | 2009 год               | $5000    |
| 3     | Arbalet Cup #3                         | Москва           | 2009                   | $2000    |
| 3     | ASUS Spring 2009                       | Москва           | 2009 год               | $        |
| 1     | Arbalet Cup #2                         | Москва           | 2009 год               | $5000    |
| 3     | Arbalet Cup #1                         | Москва           | 2009                   | $2000    |
| 3     | ASUS Winter 2009                       | Москва           | 2009 год               | $        |
| 2     | ASUS Summer 2010                       | Киев             | 2010 год               | $        |
| 1     | Arbalet Cup Almaty 2010                | Алматы           | 2010 год               | 1200 $   |
| 3     | OSPL Spring                            | Алматы           | 2011 год               | $1000    |